# Konventionen om invaliditetsförsäkring i industriarbete m.m.
Konventionen om invaliditetsförsäkring i industriarbete m.m. (ILO:s konvention nr 37 angående invaliditetsförsäkring i industriarbete m.m., Invalidity Insurance (Industry, etc.) Convention) är en konvention som antogs av Internationella arbetsorganisationen (ILO) den 29 juni 1933 i Genève. Konventionen ställer krav på medlemsstaterna att tillhandahålla försäkringar för funktionsnedsatta personer. Konventionen består av 31 artiklar.

## Ratificering
Konventionen har ratificerats av 11 stater.